# Colobosauroides cearensis
Colobosauroides cearensis là một loài thằn lằn trong họ Gymnophthalmidae. Loài này được Cunha, Lima-Verde & Lima mô tả khoa học đầu tiên năm 1991.